# 2024年カタールグランプリ
2024年カタールグランプリ（英: 2024 Qatar Grand Prix、正式名称: Formula 1 Qatar Airways Qatar Grand Prix 2024）は、2024年のF1世界選手権第23戦として、2024年12月1日にルサイル・インターナショナル・サーキットで開催された。

## 背景
タイヤ
ピレリが持ち込むドライ用タイヤのコンパウンドはハード（白）：C1、ミディアム（黄）：C2、ソフト（赤）：C3のハード寄りの組み合わせ。
| ドライ用   | ドライ用       | ドライ用   | ウェット用           | ウェット用   |
| C1         | C2             | C3         | インターミディエイト | フルウェット |
| ---------- | -------------- | ---------- | -------------------- | ------------ |
| （ハード） | （ミディアム） | （ソフト） | （小雨用）           | （大雨用）   |
DRS：1箇所
※（　）内は検知ポイント
メインストレートでのDRS使用可能距離が175m短縮された。
- DRS1：ターン16の305m先から（ターン15の40m先）

サーキット
前年はピラミッド状の縁石によってタイヤに亀裂が発生したため、トラックリミットの位置変更により縁石を踏まないようにし、決勝は1セットあたり最大18周に制限する異例の措置が取られた。この問題の再発を防止するため縁石を平坦にし、外側に小さいグラベルを設置する改修を行った。
コンストラクターズタイトルの行方
前戦ラスベガスGP終了時点でランキング首位のマクラーレンは、同2位のフェラーリに24点、同3位のレッドブルに53点の差を付けている。残り2戦で獲得できる最大ポイントは103点であり、本GPが終了した時点で最大44点となる。したがって、本GPでマクラーレンがフェラーリとレッドブルにそれぞれ44点以上の差を付ければ、マクラーレンの26年ぶり9回目のコンストラクターズタイトルが決定する。

## エントリー
前戦ラスベガスGPから変更なし。

## フリー走行

### FP1
2024年11月29日 16:30 AST (UTC+3)
（特記のない出典：）
- 気温：21 °C (70 °F) 路面温度：26 °C (79 °F) 路面状況：ドライ